# Kendaldoyong (Wonosalam)
Kendaldoyong is een bestuurslaag in het regentschap Demak van de provincie Midden-Java, Indonesië. Kendaldoyong telt 2935 inwoners (volkstelling 2010).